# Сеоба душе
„Сеоба душе” је југословенски ТВ филм из 1973. године. Режирао га је Иван Хетрих а сценарио је написао Карл Витлингер.

## Улоге
| Глумац          | Улога      |
| --------------- | ---------- |
| Јосип Мароти    |            |
| Перо Квргић     |            |
| Емил Глад       | Пастор     |
| Ана Карић       | Блонди     |
| Драго Крча      | Хуго       |
| Мила Мосингер   | Стара дама |
| Вера Орловић    | Старица    |
| Мирјана Пицуљан | Собарица   |
| Владо Стефанчић | Чиновник   |